# The Face Men Thailand (mùa 1)
The Face Men Thailand, Mùa 1 bắt đầu tuyển sinh từ ngày 30 tháng 4 năm 2017 tại Muangthai GMM Live House tại CentralWorld, Bangkok. Kantana Group và Channel 3 cùng hợp tác tổ chức họp báo vào ngày 29 tháng 6 năm 2017 tại Quartier Water Garden trong The EmQuartier, Bangkok. Lukkade Metinee, Moo Asava và Peach Pachara được mời làm huấn luyện viên và Sabina Meisinger (Quán quân The Face Thailand Mùa 1) sẽ là người dẫn chương trình cho mùa giải đầu tiên. Chương trình được phát sóng vào ngày 27 tháng 9 năm 2017.
Quán quân mùa giải đầu tiên bao gồm những giải thưởng sau:
- Cơ hội làm việc với thương hiệu chăm sóc da hàng đầu thế giới dành cho nam L'Oréal Men Expert.
- Trở thành đại sứ thương hiệu cho thương hiệu dầu gội đầu Head & Shoulders Thailand trong vòng 1 năm.
- Trở thành đại sứ thương hiệu của Cathy Doll.
- Xuất hiện trên trang bìa tạp chí GQ Style, GQ Thailand.
- Tham gia chương trình thời trang của GQ Digital.
- Trở thành đại sứ thương hiệu của BMN.
- Trở thành đại sứ thương hiệu của DNA Skin Clinic cùng với tiền mặt trị giá 1.000.000 Bath.
- Được làm việc với đài truyền hình Channel 3.
- Ký hợp đồng diễn xuất và góp mặt trong những bộ phim của nhà sản xuất Kantana Group cùng với tiền mặt trị giá 1.000.000 Bath.

Và còn nhiều giải thưởng giá trị hấp dẫn khác qua mỗi thử thách Master Class.

## Casting
Phần gọi tên sẽ được tổ chức tại Bangkok, Thailand vào ngày 30 tháng 4 năm 2017 trong F.A.C.E International Festival tại Muangthai GMM Live House tại CentralWorld, Bangkok. Các thí sinh tham gia không được lớn hơn 29 tuổi, và phải đáp ứng chiều cao tối thiểu là 175 cm (5 ft 9 in). Nhà sản xuất thông báo trên Instagram rằng sẽ mở ra cơ hội cho tất cả các quốc tịch những người mẫu nam trên thế giới.

## Thí sinh
(Tính theo tuổi khi còn trong cuộc thi)
| Thí sinh                   | Biệt danh | Tuổi | Chiều cao               | Quê quán               | Huấn luyện viên | Bị loại | Thứ hạng |
| -------------------------- | --------- | ---- | ----------------------- | ---------------------- | --------------- | ------- | -------- |
| Phanupong Buaphakham       | Bas       | 21   | 1,83 m (6 ft 0 in)      | Rayong                 | Peach           | Tập 2   | 18       |
| Thansap Kanthasai          | Dui       | 22   | 1,87 m (6 ft 1+1⁄2 in)  | Ratchaburi             | Peach           | Tập 3   | 17       |
| Nakharin Phanwong          | Gun       | 19   | 1,84 m (6 ft 1⁄2 in)    | Khon Kaen              | Lukkade         | Tập 5   | 16       |
| Anusith Sangnimnuan        | Bank      | 26   | 1,89 m (6 ft 2+1⁄2 in)  | Bangkok                | Moo             | Tập 6   | 15       |
| Thime Pichitsurakij        | Thime     | 16   | 1,84 m (6 ft 1⁄2 in)    | Bangkok                | Moo             | Tập 7   | 14-12    |
| Pasakorn Vanasirikul       | PK        | 20   | 1,85 m (6 ft 1 in)      | Bangkok                | Peach           | Tập 7   | 14-12    |
| Niki Boontham              | Nicky     | 21   | 1,87 m (6 ft 1+1⁄2 in)  | Chonburi               | Lukkade         | Tập 7   | 14-12    |
| Qiucheng Su                | Jack      | 27   | 1,88 m (6 ft 2 in)      | Dương Châu, Trung Quốc | Lukkade         | Tập 7   | 11       |
| Kittikun Tansuhas          | Kun       | 26   | 1,85 m (6 ft 1 in)      | Chiang Mai             | Lukkade         | Tập 8   | 10       |
| Nol Allapach Na Pombhejara | Mickey    | 26   | 1,86 m (6 ft 1 in)      | Los Angeles, Mỹ        | Moo             | Tập 9   | 9-6      |
| Phenphit Boonhor           | Sam       | 23   | 1,88 m (6 ft 2 in)      | Nakhon Ratchasima      | Moo             | Tập 9   | 9-6      |
| Sorawis Saengvanich        | Gunn      | 22   | 1,88 m (6 ft 2 in)      | Bangkok                | Peach           | Tập 9   | 9-6      |
| Pichet Priabyordying       | Mos       | 22   | 1,87 m (6 ft 1+1⁄2 in)  | Surin                  | Lukkade         | Tập 9   | 9-6      |
| Tanaphop Yoovichit         | Third     | 19   | 1,86 m (6 ft 1 in)      | Bangkok                | Moo             | Tập 10  | 5        |
| Joseph Angelo              | Jeo       | 23   | 1,79 m (5 ft 10+1⁄2 in) | Khon Kaen              | Peach           | Tập 10  | 4        |
| Arthur Apichaht Gagnaux    | Attila    | 25   | 1,92 m (6 ft 3+1⁄2 in)  | Phuket                 | Moo             | Tập 10  | 3-2      |
| Trisanu Soranun            | Man       | 26   | 1,90 m (6 ft 3 in)      | Bangkok                | Peach           | Tập 10  | 3-2      |
| Nutthanaphol Thinroj       | Philip    | 22   | 1,83 m (6 ft 0 in)      | Stockholm, Thụy Điển   | Lukkade         | Tập 10  | 1        |

## Các tập phát sóng

### Tập 1: Casting - Top 18
Ngày phát sóng: 29 tháng 7 năm 2017
Trong tuần đầu tiên 40 thí sinh đủ điều kiện sẽ xóa lớp trang điểm để mặt mộc tự nhiên và chụp hình dưới sự hướng dẫn của ba huấn luyện viên. Các huấn luyện viên đánh giá bằng những bức ảnh được chọn. Sẽ chỉ có 28 thí sinh tiếp tục trong tổng số 40 thí sinh ban đầu. Vòng thứ hai các thí sinh sẽ trình diễn catwalk để lựa chọn 24 thí sinh đi tiếp. Vòng thứ ba các thí sinh trang điểm đến gặp huấn luyện viên chọn ra 18 thí sinh cuối cùng.
- Team Lukkade: Gun, Jack, Kun, Mos, Nicky, Philip.
- Team Moo: Attila, Bank, Mickey, Sam, Thime, Third.
- Team Peach: Bas, Dui, Gunn, Jeo, Man, PK.

### Tập 2: Sensitive Size of Men - Top 17
Ngày phát sóng: 5 tháng 8 năm 2017
- Đội chiến thắng thử thách: Lukkade Metinee
- Top nguy hiểm: Bas Phanupong & Third Tanaphop
- Thí sinh bị loại: Bas Phanupong.

### Tập 3: Walk Your Pets - Top 16
Ngày phát sóng: 12 tháng 8 năm 2017
- Đội chiến thắng thử thách: Moo Asava
- Top nguy hiểm: Dui Kanthasai & Kun Tansuhas
- Thí sinh bị loại: Dui Kanthasai
- Khách mời: Cris Horwang.

### Tập 4: Confident in Love
Ngày phát sóng: 19 tháng 8 năm 2017
- Đội chiến thắng thử thách: Lukkade Metinee
- Top nguy hiểm: Gunn Saengvanich & Bank Sangnimnuan
- Thí sinh bị loại: Không có
- Khách mời: Grace Boonchompaisarn.

### Tập 5: Locker Room - Top 15
Ngày phát sóng: 26 tháng 8 năm 2017
- Đội chiến thắng thử thách: Moo Asava
- Top nguy hiểm: PK Vanasirikul & Gun Phanwong
- Thí sinh bị loại: Gun Phanwong.

### Tập 6: Victory Walk - Top 14
Ngày phát sóng: 2 tháng 9 năm 2017
- Đội chiến thắng thử thách: Lukkade Metinee
- Top nguy hiểm: Gunn Saengvanich & Bank Sangnimnuan & Sam Boonhor & Mickey Pombhejara
- Thí sinh bị loại: Bank Sangnimnuan
- Khách mời: Chalita Suansane, Khun Chanon.

### Tập 7: Newly Wet Couple - Top 10
Ngày phát sóng: 9 tháng 9 năm 2017
- Đội chiến thắng thử thách: Moo Asava
- Top nguy hiểm: Gunn Saengvanich & Jack Su
- Thí sinh bị loại: Jack Su
- Thí sinh bị loại ngoài phòng loại: Thime Pichitsurakij & PK Vanasirikul & Nicky Boontham
- Khách mời: Gwang Ormsinnoppakul, Jazzy Chewter, Sky Hoerschler, Mario Maurer.

### Tập 8: Alpha Move by Alpha Men - Top 9
Ngày phát sóng: 16 tháng 9 năm 2017
- Đội chiến thắng thử thách: Moo Asava
- Top nguy hiểm: Gunn Saengvanich & Kun Tansuhas
- Thí sinh bị loại: Kun Tansuhas
- Huấn luyện viên đặc biệt: Srikhumrung Yukol Rattakul.

### Tập 9: Body Pose - Top 5
Ngày phát sóng: 23 tháng 9 năm 2017
- Đội chiến thắng thử thách: Moo Asava & Peach Pachara
- Thí sinh chiến thắng thử thách chính: Attila Gagnaux & Jeo Angelo
- Top 3 được chọn bởi huấn luyện viên: Attila Gagnaux & Man Soranun & Philip Thinroj
- Thí sinh thứ tư và năm được chọn bởi huấn luyện viên chiến thắng thử thách: Third Tanaphop & Jeo Angelo
- Thí sinh bị loại: Mickey Pombhejara & Sam Boonhor & Gunn Saengvanich & Mos Priabyodying
- Khách mời: Yuke Songpaisan.

### Tập 10: Final Walk - Chung kết
Ngày phát sóng: 30 tháng 9 năm 2017
- Thí sinh chiến thắng thử thách chính: Jeo Angelo
- The Face Men Thailand: Philip Thinroj
- Thí sinh về nhì: Attila Gagnaux & Man Soranun
- Thí sinh bị loại: Third Tanaphop & Jeo Angelo
- Khách mời: Bee Namthip, Tia Li Taveepanichpan.

## Bảng loại trừ
| Thí sinh              | Tập | Tập       | Tập       | Tập       | Tập       | Tập       | Tập       | Tập       | Tập   | Tập  | Tập       |
| Thí sinh              | 1   | 2         | 3         | 4         | 5         | 6         | 7         | 8         | 9     | 10   | 10        |
| --------------------- | --- | --------- | --------- | --------- | --------- | --------- | --------- | --------- | ----- | ---- | --------- |
| Chiến thắng thử thách |     | Bank      | Nicky     | Mickey    | Nicky     | Mos       | Philip    | Man       | Man   |      |           |
| Philip                | -   | Thắng     | -         | Thắng     | -         | Thắng     | -         | -         | Thắng | -    | Quán quân |
| Man                   | -   | -         | -         | -         | -         | -         | -         | -         | Thắng | -    | Á quân    |
| Attila                | -   | -         | Thắng     | -         | Thắng     | -         | Thắng     | Thắng     | Thắng | -    | Á quân    |
| Joseph                | -   | -         | -         | -         | -         | -         | -         | -         | Thắng | Loại |           |
| Third                 | -   | Nguy hiểm | Thắng     | -         | Thắng     | -         | Thắng     | Thắng     | Thắng | Loại |           |
| Mos                   | -   | Thắng     | -         | Thắng     | -         | Thắng     | -         | -         | Loại  |      |           |
| Gunn                  | -   | -         | -         | Nguy hiểm | -         | Nguy hiểm | Nguy hiểm | Nguy hiểm | Loại  |      |           |
| Sam                   | -   | -         | Thắng     | -         | Thắng     | Nguy hiểm | Thắng     | Thắng     | Loại  |      |           |
| Mickey                | -   | -         | Thắng     | -         | Thắng     | Nguy hiểm | Thắng     | Thắng     | Loại  |      |           |
| Kun                   | -   | Thắng     | Nguy hiểm | Thắng     | -         | Thắng     | -         | Loại      |       |      |           |
| Jack                  | -   | Thắng     | -         | Thắng     | -         | Thắng     | Loại      |           |       |      |           |
| Nicky                 | -   | Thắng     | -         | Thắng     | -         | Thắng     | Loại      |           |       |      |           |
| PK                    | -   | -         | -         | -         | Nguy hiểm | -         | Loại      |           |       |      |           |
| Thime                 | -   | -         | Thắng     | -         | Thắng     | -         | Loại      |           |       |      |           |
| Bank                  | -   | -         | Thắng     | Nguy hiểm | Thắng     | Loại      |           |           |       |      |           |
| Gun                   | -   | Thắng     | -         | Thắng     | Loại      |           |           |           |       |      |           |
| Dui                   | -   | -         | Loại      |           |           |           |           |           |       |      |           |
| Bas                   | -   | Loại      |           |           |           |           |           |           |       |      |           |

Team Lukkade
Team Peach
Team Moo
 –  Thí sinh an toàn (riêng ở tập 1, thí sinh vượt qua vòng sơ tuyển)
     Thí sinh chiến thắng thử thách theo nhóm
     Thí sinh lọt vào Top nguy hiểm
     Thí sinh bị loại
     Thí sinh chiến thắng thử thách với các thành viên của nhóm khác và được lựa chọn vào Chung kết bởi huấn luyện viên
     Thí sinh chiến thắng thử thách và bị loại trong đêm Chung kết
     Thí sinh bị loại ngoài phòng loại
     Thí sinh bị loại ngoài phòng loại Nhưng Thí sinh chiến thắng thử thách theo nhóm
     Thí sinh chiến thắng
     Thí sinh về nhì